# Victor Osławski
Victor Osławski, armoiries Korczak, né le 23 juin 1814 à Oblasy et mort le 24 mai 1893  à Paris, est un collectionneur, mécène de la science et de l'art polonais, participant de l'insurrection polonaise contre le tsar de 1830.

## Biographie
Victor est le fils de Walenty et de Tekla Dembińska. Les répressions tsaristes après le soulèvement de 1830 - où il se distingue sur le champ de bataille ce qui lui vaut un ordre Virtuti Militari - les poussent à l’exil. Il s'installe en France et en 1860 il se fait naturaliser français. En 1885, il devient citoyen autrichien. Il a fait don de ses collections au Musée national de Cracovie ainsi qu'à l'Académie des connaissances de Cracovie. Il meurt à Paris et est enterré au cimetière des Champeaux de Montmorency.

## Sources
- Notices d'autorité :   - VIAF
  - Pologne
  - NUKAT

- (pl) Cet article est partiellement ou en totalité issu de l’article de Wikipédia en polonais intitulé « Wiktor Osławski » (voir la liste des auteurs).